# Održavanje uz pomoć računalnih sustava
Održavanje uz pomoć računalnih sustava (kratica - CMMS, od engl. Computerized Maintenance Management System )  računalni je sustav namijenjen održavanju nekog uređaja, stroja ili sustava.
Pojava računalnih programa dešava se početkom 80-tih godina prošlog stoljeća usporedo s pojavom masovne upotrebe računala. Računalni sustavi za održavanje tada su se razvili iz pisanih planova održavanja koji su bili izvedeni na karticama koje su se prebacivale po evidencijskim pločama nakon završenog procesa održavanja, tvoreći jedan složen i zamoran posao, koji je uporabom računala pretvoren u laganiji i automatiziran proces evidencije.
CMMS se danas upotrebljava za mnogo namjena pored svoje prvobitne namjene održavanja. Pojedini sustavi su razvijeni samo za pojedine uređaje ili sustave, pojedini za posebne grane industrije, a pojedini su razvijeni tako da zadovolje potrebe širokog spektra primjene.
Sustavi mogu biti izvedeni kao serverske aplikacije, bilo na serveru kompanije koja proizvodi software ili serveru korisnika, a također i kao samostalne aplikacije za jedno računalo.

## Uobičajeni dijelovi CMMS-a
Sustavi za održavanje danas imaju mnoštvo podsustava i znatno se razlikuju. Međutim, svim programima su zajedničke pojedine stavke koje svi oni imaju i koji čine osnovu svih ovih programa.

### Održavanje
Sustav održavanja planira održavanje, dodjeljuje osoblje, planira utrošak dijelova i potrošnog materijala, prati troškove i vrijeme operacije održavanja, čuva zapise o održavanju, kao i sve druge relevantne podatke (npr. o kvarovima, uzrocima, zamijećenim nedostacima, raznim izmjerama...).
Održavanje se vrši sukladno preporukama proizvođača i iskustvu pri radu. Sam sustav može biti izveden kao sustav s planskim održavanjem ili kao sustav s održavanjem po stanju.

### Upravljanje sustavom
Ovaj sustav pruža opis uređaja o kojem se radi, njegove osnovne parametre, datume nabave, rezervne dijelove, očekivano trajanje uređaja, dobavljače, servisere, kao i sve ostalo što može biti bitno tijekom radnog vijeka uređaja ili sustava. Često se unutar ovog sustava ugrađuju razni grafikoni koji služe za lakši nadzor i usporedbu.

### Nadzor skladišta
Nadzor nad skladištem rezervnih dijelova, naručivanje i potrošnja su od vitalniog značaja pri procesu održavanja. Svi računalni sustavi za rodržavanje posjeduju i modul koji služi za ovu namjenu. Unutar njega se vodi evidencija o nabavljenim dijelovima, gdje su nabavljeni, po kojoj cijeni, gdje su uskladišteni, kada bi trebali biti utrošeni, kada bi se trebali ponovno naručiti,...

### Sigurnost na radu
Sigurnost na radu je noviji dodatak ovim sustavima, nastao je zbog potrebe povećanja sigurnosti na radu. Unutar ovog modula pohranjene su sve informacije potrebne osoblju prilikom rada, od raznih zakonskih odredbi do formulara koje trebaju popuniti prilikom izvođenja određenih operacija održavanja.

## Vanjske poveznice
- University of Central Queensland[neaktivna poveznica] Asset Management and Maintenance Journal